# Sebastian Fritsch
Sebastian Fritsch (* 2. Dezember 1996 in Stuttgart) ist ein deutscher Cellist.

## Leben
Sebastian Fritsch ist Gewinner des TONALi Cellowettbewerbes im Jahre 2018. Im Finale, das am 30. Juni 2018 im großen Saal der Elbphilharmonie stattfand, spielte er das Cellokonzert von Robert Schumann gemeinsam mit der Die Deutsche Kammerphilharmonie Bremen unter der Leitung von Joshua Weilerstein. Zusätzlich zum ersten Preis wurde ihm der Publikumspreis (3.000 Euro), die Aufnahme in die Tonalisten-Agentur, der Mariinsky-Sonderpreis sowie der Saltarello-Preis zuerkannt.
Fritsch studierte von 2014 bis 2018 Violoncello bei Jean-Guihen Queyras an der Hochschule für Musik Freiburg. 2018 wurde er in die Celloklasse von Wolfgang Emanuel Schmidt in Weimar aufgenommen. Außerdem ist er Stipendiat der Internationalen Musikakademie Liechtenstein und nimmt dort an den Intensiv-Wochen teil. Weitere musikalische Impulse erhielt der Cellist u. a. von Jens-Peter Maintz, Wen Sinn Yang, Maria Kliegel und Lucas Fels. Darüber hinaus arbeitet er mit seiner langjährigen Lehrerin Lisa Neßling.
Sebastian Fritsch ist Finalist und Preisträger verschiedener nationaler und internationaler Wettbewerbe. 2017 war er Teilnehmer der ersten Runde des Concours Musical Reine Elisabeth in Brüssel. Als Solist mit Orchester konnte er die Cellokonzerte C-Dur und D-Dur von Joseph Haydn, die Rokoko-Variationen von Pjotr Iljitsch Tschaikowski, das Cellokonzert von Camille Saint-Saëns und das Cellokonzert von Antonín Dvořák u. a. mit dem Stuttgarter Kammerorchester unter der Leitung von Mathias Foremny und dem Pforzheimer Kammerorchester unter der Leitung von Wolfgang Emanuel Schmidt aufführen. 
Er gastierte außerdem bei der Cello Biennale Amsterdam, bei den Salzburger Festspiele, der Eröffnung des Musikfestivals Illertissen „Junge Talente – Stars von Morgen“, beim Schleswig-Holstein Musikfestival und bei der Cello Akademie Rutesheim. In der Begabtenklasse der Stuttgarter Musikschule lernte er seine Kammermusikpartnerin Rosa Wember (Violine) kennen. Mit ihr gründete er 2010 das Stuttgarter Kammerduo, das u. a. in den USA, in Italien und Deutschland gastierte. 2015 war das Duo als Instrumentalpartner der Wiener Sängerknaben auf Tournee und wurde in den Yehudi-Menuhin-Verein Live Music Now aufgenommen.
Sebastian Fritsch spielt ein Cello von Thorsten Theis aus dem Jahr 2016, das ihm von der Karl-Schlecht-Stiftung zur Verfügung gestellt wird.